# Stapelfeld
Stapelfeld település Németországban, Schleswig-Holstein tartományban. Lakosainak száma 1880 fő (2023. december 31.). Stapelfeld Ahrensburg községgel határos.

## Népesség
A település népességének változása:
| Lakosok száma | 1162 | 1586 | 1776 | 1788 | 1879 | 1882 | 1880 |
|               | 1975 | 2010 | 2017 | 2019 | 2021 | 2022 | 2023 |